# Cylindrophis aruensis
Cylindrophis aruensis là một loài rắn trong họ Cylindrophiidae. Loài này được Boulenger mô tả khoa học đầu tiên năm 1920.